# Hora, Komsomolsk
Hora (în ucraineană Гора) este un sat în comuna Dmîtrivka din orașul regional Komsomolsk, regiunea Poltava, Ucraina.

## Demografie
Componența lingvistică a localității Hora
     Ucraineană (84,27%)
     Rusă (14,61%)
Conform recensământului din 2001, majoritatea populației localității Hora era vorbitoare de ucraineană (84,27%), existând în minoritate și vorbitori de rusă (14,61%).